# John Herschel
Pour les articles homonymes, voir Herschel.
Compléments
Fils de William Herschel, astronome britannique
John Frederick William Herschel, né à Slough le 7 mars 1792 et mort à Collingwood (Hawkhurst) le 11 mai 1871, est, — comme son père William Herschel — un astronome britannique. Il est aussi philosophe, physicien et météorologue et compte parmi les pionniers de la photographie.

## Biographie
John Herschel est né à Slough (en ce temps dans le Buckinghamshire et actuellement dans le Berkshire). En 1809, il entra à l'université de St John's College (Cambridge) et en 1812 proposa son premier article de mathématiques à la Royal Society.
Il n'eut jamais de poste académique mais consacra sa vie à la recherche privée. Il eut douze enfants, dont William James Herschel, Alexander Stewart Herschel, astronome et le colonel John Herschel le Jeune.
Il fit des recherches sur le daltonisme et les propriétés chimiques des rayons ultraviolets.
Il fit également une traduction de l'Iliade.

### Astronomie
En astronomie, John Herschel découvrit des milliers d'étoiles doubles, d'amas stellaires et de nébuleuses.
Il inventa également des instruments astronomiques.
En même temps que James South, il gagna la médaille d'or de la Royal Astronomical Society en 1826 pour leur catalogue d'étoiles doubles, édité en 1824. Entre 1834 et 1838, à partir de l'observatoire du cap de Bonne-Espérance, il cartographia le ciel austral.
C'est à Herschel qu'on doit l'utilisation du système des jours juliens en astronomie.

### Photographie

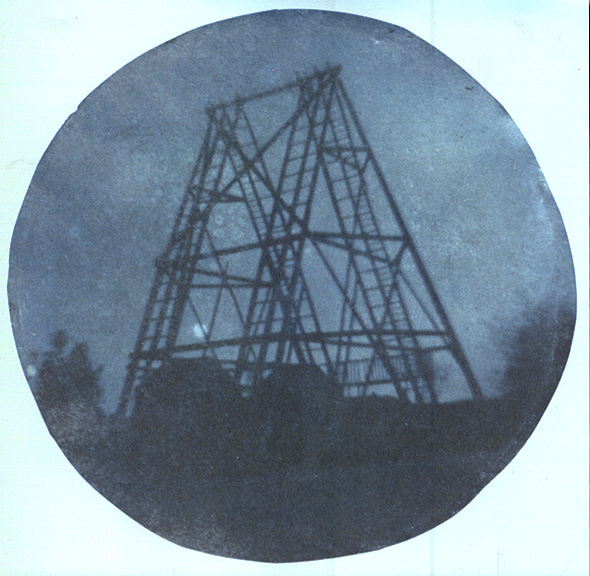
Photographie sur verre (positif) du télescope de 40 pieds démantelé de son père prise par John Herschel en 1839.

#### Chimie
John Herschel était aussi un chimiste accompli et il s'intéressa beaucoup à la photographie, alors naissante :
il donna des conférences sur le sujet et exhibait ses propres photographies.
En 1819, il découvrit l'action du thiosulfate de sodium sur les sels d'halogénures d'argent autrement insolubles et utilisé ultérieurement comme fixateur des images photographiques.
En 1839, indépendamment de William Talbot, il inventa un procédé photographique utilisant du papier sensibilisé.

#### Terminologie
C'est également lui qui s'efforça de faire adopter par la communauté scientifique le terme de « photographie » (photography) dès mars 1839, puis en 1840, les termes « négatif » (negative) et « positif » (positive). Cependant, l'historien brésilien Boris Kossoy établit en 1976, non sans quelques difficultés, que le franco-brésilien Hércules Florence, un inventeur installé à Rio, avait déjà forgé ce mot à la date du 15 janvier 1833, comme le révèle dans son journal une « Note sur la photographie ». On découvrit alors les comptes rendus de ses expériences, antérieures et similaires à celles de William Talbot.
Toutefois, de façon plus officielle, le terme anglais « photography » était déjà utilisé au sein de la communauté scientifique par des chercheurs comme Charles Wheatstone (dans une lettre à Talbot du 2 février 1839) et Johann von Mädler (article publié dans la revue Vossische Zeitung, février 1839) : ce mot circulait donc et Herschel en fut sans doute le promoteur le plus déterminé. En 1860, Herschel qualifie de snap-shot la prise de vue prise à main levée, en français l'« instantané ».

## Publications

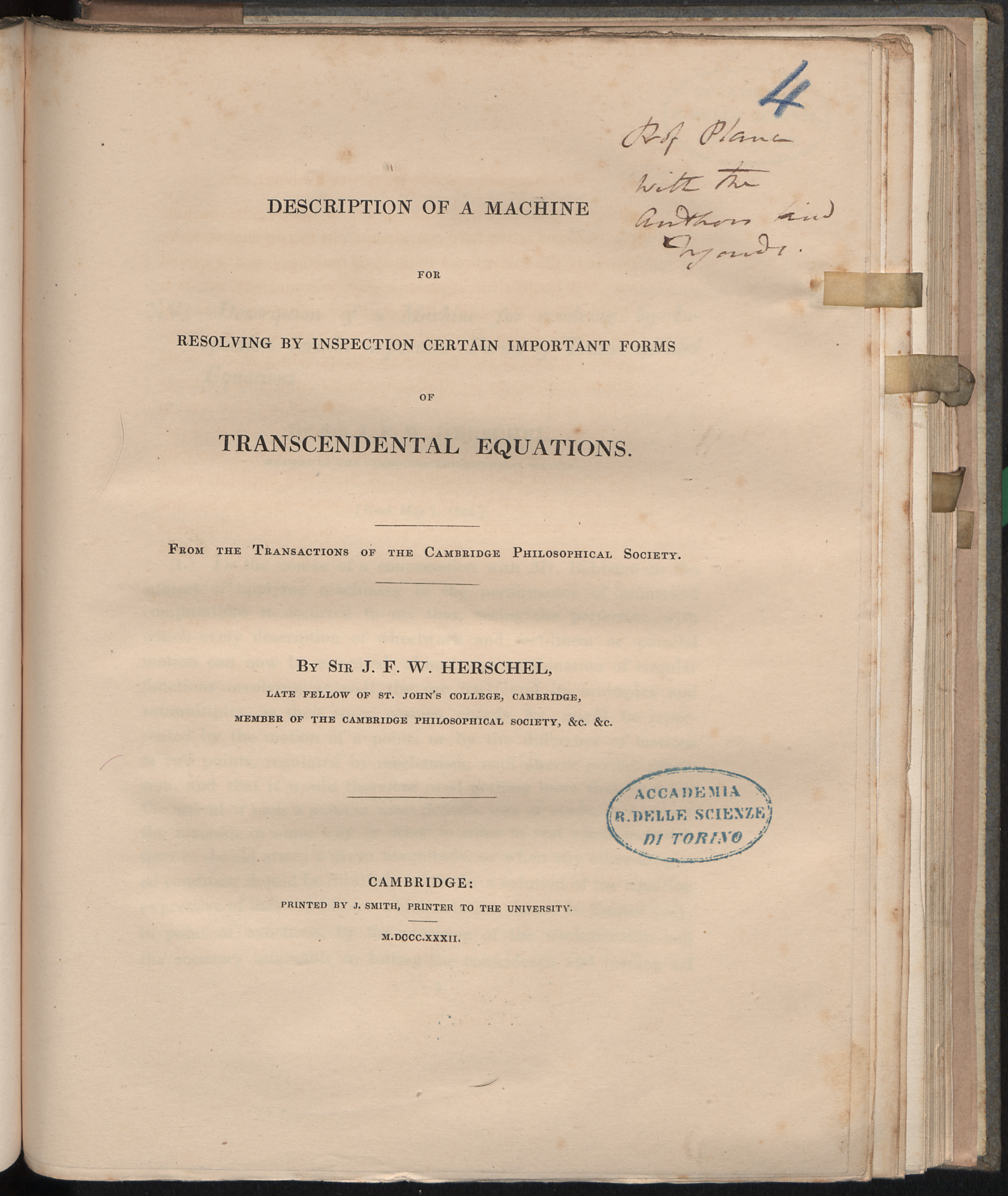
Description of a machine for resolving by inspection certain important forms of transcendental equations ("Description d'une machine pour résoudre par inspection certaines formes importantes d'équations transcendantes"), 1832

### Liste partielle
Sauf indication contraire, les ouvrages sont en anglais.
- « On the aberration of compound lenses and object-glasses », dans Phil. Trans., vol. 111, 1er janvier 1821, p. 222–267
- Traité de la lumière, trad. P.-F. Verhulst et A. Quételet, 1829–1833 : t. 1, t. 2
- A Preliminary Discourse on the study of natural philosophy, dans Dionysius Lardner's Cabinet cyclopaedia, 1831 — La méthode inductive en science ; ce livre enflamma Charles Darwin d'un « zèle brûlant[4],[5] ».
  - Discours sur l'étude de la philosophie naturelle, 1834
- A Treatise on Astronomy, 3e  éd., Philadelphie, 1835 1833
  - Traité d'astronomie, trad. Augustin Cournot, 1834 — Suivi d'une Addition sur la distribution des orbites cométaires dans l'espace par Augustin Cournot
  - Traité d'astronomie, trad. M. Peyrot, 1834 — Gravures de Gallé.
- « On the Chemical Action of the Rays of the Solar Spectrum on Preparations of Silver and Other Substances, Both Metallic and Non-Metallic, and on Some Photographic Processes », dans Philosophical Transactions of the Royal Society of London, vol. 130 (20 février 1840), p. 1–59 Bibcode : 1840RSPT..130....1H  1840RSPT..130....1H DOI 10.1098/rstl.1840.0002  (ISSN 0261-0523)
- Instructions for making and registering meteorological observations in Southern Africa, réimpression privée, 1835
- Results of astronomical observations made during the years 1834, 5, 6, 7, 8, at the Cape of Good Hope […] : being the completion of a telescopic survey of the whole surface of the visible heavens, commenced in 1825, 1847 DOI 10.3931/e-rara-22242
- Outlines of astronomy (Esquisse de l'astronomie), publié en 1849 — Cette Esquisse est devenue un manuel standard. En ligne, la 4e  éd.
- Meteorology, 1861[6]
- Physical Geography, 1861
- General Catalogue of nebulae and clusters (catalogue général des nébuleuses et amas), 1864 — Cet ouvrage devint le New General Catalogue et est toujours, généralement sous l'abréviation NGC, le catalogue standard de référence.
- Familiar Lectures on Scientific Subjects, 1867
- General catalogue of 10 300 multiple and double stars (catalogue général de 10 300 étoiles doubles et multiples)  — Posthume.

Les articles de Herschel « Light », « Sound » et « Physical Astronomy » pour l'Encyclopaedia Metropolitana (30 volumes, 1817–1845) sont si substantiels qu'ils auraient pu être édités séparément.

### Correspondance
- Moteur de recherche dans 14 815 lettres, site historydb.adlerplanetarium.org

### Listes de publications
- Liste de publications, site historydb.adlerplanetarium.org

#### Listes de publications en ligne
- Liste, site onlinebooks.library.upenn.edu/

## Distinctions et honneurs

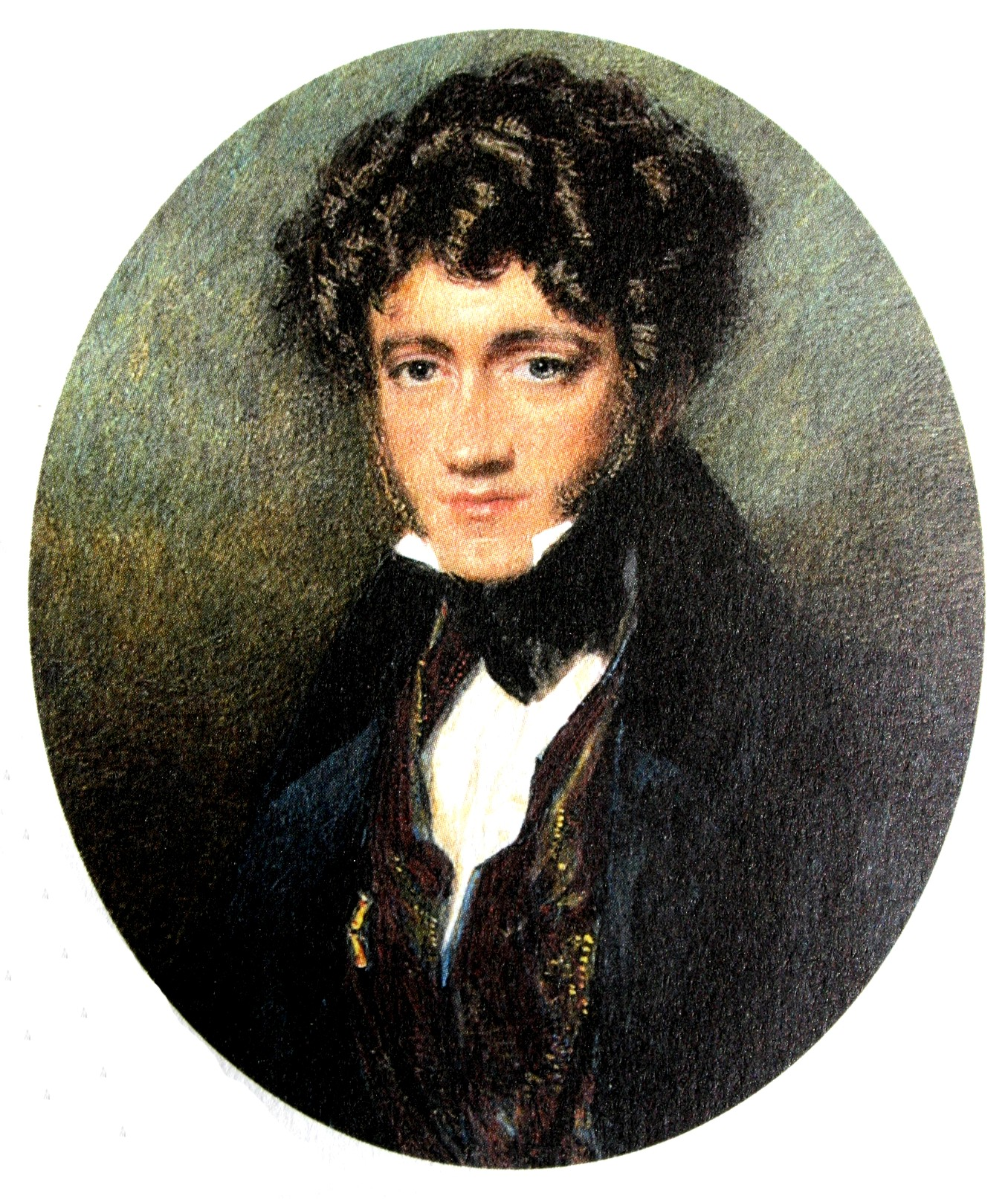
John Frederick William Herschel, par Alfred Edward Chalon, 1829

### Distinctions
- Knight Bachelor en 1831[7]
- Baronnet en 1838[8]
- Membre de l'Ordre royal des Guelfes

### Récompenses
- Médaille Copley, décernée par la Royal Society, en 1821
- Prix Lalande en 1825 (avec James South) et 1833 (seul).
- Médaille royale en 1833, 1836 et 1840

### Éponymie
- Le cratère lunaire J. Herschel (en) (62,0°N 42,0°O, 165 km de diamètre, nommé en 1935)
- Le cratère martien Herschel (en) (14,9°S 230,3°O, 304 km), nommé en son honneur et celui de son père, William Herschel.
- Le mont Herschel en Antarctique
- L'herschélite espèce minérale de la famille des zéolites lui a été dédiée par Levy mais l'Association internationale de minéralogie l'a rabaissée au rang de synonyme de chabazite-Na.